# Белые цыпочки
«Белые цыпочки» (англ. White Chicks) — американская детективная кинокомедия 2004 года.

## Сюжет
Изрядно проштрафившиеся при поимке наркоторговцев агенты ФБР — чернокожие Кевин и Маркус — решают обелить себя перед руководством. Причём как в переносном, так и в прямом смыслах. Их миссией становится защита двух сестёр Уилсон, наследниц огромной гостиничной империи, от похищения во время их переезда из нью-йоркского аэропорта в отель в районе Хэмптонс (The Hamptons).
Вновь переоценив свои способности, братья придумывают новый бредовый план — спрятать сестёр в укромном месте, а самим переодеться и загримироваться в них, ведь приезжих миллионерш мало кто знает в лицо.
Всё, что им теперь осталось сделать — это убедить весь остальной мир, включая остальных сотрудников ФБР, «охраняющих» их, а также всех родных и близких сестёр Уилсон в том, что они действительно молодые и богатые.

## В ролях
| Актёр               | Роль                                         |
| ------------------- | -------------------------------------------- |
| Шон Уэйанс          | агент ФБР, брат Маркуса Кевин Копленд        |
| Марлон Уэйанс       | агент ФБР, брат Кевина Маркус Копленд        |
| Энн Дудек           | сестра Бриттани Тиффани Уилсон               |
| Мейтленд Уорд       | сестра Тиффани Бриттани Уилсон               |
| Джейми Кинг         | сестра Меган, дочь Уоррена Хезер Вандергельд |
| Фрэнки Фэйсон       | шеф ФБР Эллиотт Гордон                       |
| Лохлин Манро        | агент ФБР Джейк Харпер                       |
| Джон Хёрд           | отец сестер Вандергельд Уоррен Вандергельд   |
| Бизи Филиппс        | подруга сестер Уилсон Карен                  |
| Рошелль Эйтс        | репортер NY1 Дениз Портер                    |
| Фон Чэмберс-Уоткинс | жена Маркуса Джина Копленд                   |
| Терри Крюс          | Латрелл Спенсер                              |
| Бриттани Дэниел     | сестра Хезер, дочь Уоррена Меган Вандергельд |
| Эдди Велез          | агент ФБР Винсент Гомес                      |
| Дженнифер Карпентер | подруга сестер Уилсон Лиза                   |
| Джессика Коффил     | агент по рекламе/подруга сестер Уилсон Тори  |
| Кристи Энгус        | девушка в инвалидном кресле                  |
| Хизер Макдональд    | продавщица                                   |

## Музыка
1. «Latin Thugs» — Cypress Hill
2. «Hey Ms. Hilton» — The Penfifteen Club
3. «Shake It (Like A White Girl)» — Jesse Jaymes (Copeland)
4. «A Thousand Miles» — Vanessa Carlton
5. «Realest Niggas» — 50 Cent, Notorious B.I.G., Eminem
6. «White Girls» — Mighty Casey
7. «Dance City» — Oscar Hernandez
8. «Can't Touch This» — MC Hammer
9. «Dance, Dance, Dance» — The Beach Boys
10. «Guantanamera» — Jose Fernandez Diaz
11. «It’s My Life» — No Doubt
12. «(I Got That) Boom Boom» — Britney Spears
13. «Crazy in Love» — Beyoncé, Jay-Z
14. «It's Tricky» — Run-D.M.C.
15. «This Love» — Maroon 5
16. «No Control» — Blackfire
17. «I Wanna Know» — Joe
18. «Tipsy» — J-Kwon
19. «Satisfaction» — Benny Benassi
20. «Let's Get It Started» — Black Eyed Peas
21. «Move Your Feet» — Junior Senior
22. «Final Heartbreak» — Jessica Simpson
23. «I Need Your Love Tonight» — Elvis Presley
24. «Trouble» — P!nk